# 基督教民主主義
基督教民主主義（英語：Christian democracy）起源於19世紀萌發的天主教社會思想，為強調人性尊嚴和人文關懷的社群主義政治理念。在強調基督教價值觀下（宗派上以天主教為主），政治上在自由主义和集体主义之间、资本主义和共产主义之间不断寻求一条中间派及第三條道路的一种表现形式。基督教民主主义是基于若干独特的原则，與其他政治理念和主張不同的是，其強調基督教價值觀對社群的支持，這也是與其他世俗的社會民主主義政黨（左派）、自由主義政黨（中間派）和保守主義政黨（右派）的分別之處，即使近年強調基督教比重已減少，現時不少基督教民主黨也已不限於基督徒的成員參與。基督教民主主義支持及捍衛宗教自由、言論自由、民主、人权、社群主義和人文關懷，強調基督教價值觀對社會的影響，其支持政治民主原则，明确支持自由民主的政治制度，亦主張各主要宗教调和及國際和解。
基督教民主主義政黨主要活躍于歐洲和拉丁美洲以信仰天主教為主的國家；在北美的美國及加拿大，基督教民主主義反而影響較小，即使在美國和加拿大也有為數不少的天主教徒。在歐洲，絕大部分的基督教民主主義政黨均為中間偏右的保守主義政黨；與歐洲不同的是，拉丁美洲的基督教民主主義政黨因受天主教解放神學影響，通常為較中間偏左的政黨，如智利。

## 政治觀點
如同每種類型的政治思想，實際上基督教民主主義所主張的政策和重心在不同的時期和不同的國家裡也有許多差異。
基督教民主主義政黨通常屬於社會保守主義，反對世俗主義和國家無神論，也反對墮胎和同性婚姻，不過在一定的限制下接受及容許這兩者存在。基督教民主主義政黨通常會強調他們國家的基督教傳統及社會價值觀（特別是歐洲和拉丁美洲國家），並強調基督教的倫理。
基督教民主主義將經濟視為是人道的服務，大多數基督教民主主義政黨都不會自稱為資本主義，他們認為照顧人民是國家的重要責任。一些基督教民主主義者反對基督教社會主義，但一些人有時也抱持著接近基督教社會主義的觀點。近年來，歐洲一些主要的基督教民主主義政黨逐漸轉向右翼政策的經濟自由主義，主張減少國家在經濟上扮演的角色。
基督教民主主義的意識形態結合了自由派、保守派、和社會主義者等在內的各種觀點，以道德和基督教教義作為其廣泛的架構。與前三者相較，基督教民主主義的立場可以從以下幾個方面來了解：
「標準的」基督教民主主義觀點是：
- 與自由主義比較──

相同處：強調人權和個人的進取性。
不同處：排斥完全的政教分離（反對把宗教移出公共領域），並強調個人是社會共同體的一部分。
- 與保守主義比較──

相同處：保守的價值觀念（例如同性婚姻、離婚、墮胎、避孕等議題），對於社會進化發展的觀點，強調法律和秩序，並排斥共產主義。
不同處：對於改變（如社會的結構）抱持著開放態度，並不一定支持社會的現狀。
- 與社會主義比較──

相同處：非常強調社會的團結（如福利國家政策、緩和貧窮、徵收高稅賦以支撐福利制度等等）並樂於抑制自由市場的力量。
不同處：社會團結是代表著每一個人，而不是社會上特定的區塊（如勞工階級），而且和革命社會主義不同的是，排斥以暴力作為改變社會的方式。
- 與环境主義比較──

相同處：支持环境保护主义，支持可持续发展。
不同處：强调人类中心主义，不接受氣候變化完全是由人類造成。

## 歷史
基督教民主主義的政治運動在19世紀末產生，主要是因為教宗良十三世在1891年發布的新事通谕裡承認了勞工們的悲慘處境，並同意應該對此做出改變，社會主義和工會運動因而崛起。庇護十一世於1931年發布的通諭（Quadragesimo Anno）又進一步闡明了天主教在這個問題上的立場。基督教民主主義從那時開始便逐漸發展，而且也不再只是針對天主教的意識形態。以德國為例，基督教民主黨由巴伐利亞的天主教徒主導，但也包含了新教徒人口裡較為保守的成分。在第二次世界大戰後，基督教的觀念被視為是一種中立而團結的溫和保守派態度，使它與極右翼的法西斯主義區隔開來。基督教民主主義使那些「感情的保守派」得以表達其聲音尤其是許多遭受了希特勒統治的後果，但仍不同意左翼觀點的德國人的支持。
在新教國家，基督教民主主義是由保守的新教教會所創立的，以對抗新教裡自由派傾向的政治勢力。以荷蘭為例，保守派的新教徒成立反革命黨（Anti-Revolutionaire Partij），以避免讓自由派的天主教徒掌握政治權力，兩派後來支持度減小而于1980年合併成為基督教民主呼籲。在瑞典，以五旬節運動信仰傳統為根基成立的基督教民主黨，也有著類似的歷史，惟現時基督教民主黨的主流為瑞典國教會的教會出席信眾。
雖然基督教民主主義是起源於天主教，但它也被許多新教的基督徒採納。近年來，許多基督教民主主義的政黨尤其是在歐洲，都較少強調基督教信仰的部分而改採現世的態度了，並成為中間偏右的主流保守派政黨。
基督教民主主義的哲學可以追溯回托马斯·阿奎纳對於亞里士多德本体论和基督教傳統的看法，依據他的說法，人權被定義為維持人類正當行動的要件，而食物也是人權之一，因為沒有了食物人就無法再正當的行動了。

## 各国政黨
基民黨國際組織（CDI）—全稱基督教民主主義和人民政黨國際（Christian Democrat and People's Parties International）是基督教民主主義的國際組織，是世界上第二大的國際性政治組織（第一大是社會黨國際）。
歐洲最大的基督教民主主義政黨及歐盟最大的政黨組織是歐洲人民黨，它組成了欧洲议会裡最大政黨組織及黨團。歐洲理事會主席、歐盟委員會主席及欧洲议会主席均來自歐洲人民黨及所屬的不過，並非所有歐洲的基督教民主主義政黨都加入其中，例如法國民主聯盟便加入了歐洲民主黨，採取更擁護歐盟的立場。

### 歐洲
基督教民主主義在義大利特別重要，有1943年成立的天主教民主黨，在二戰後曾在意大利執政及領導聯合政府五十年，1994年解散後，基督教民主黨的左翼派系和右派派系分別加入中左翼聯盟（以民主黨為首）及中右翼聯盟（以力量黨為首）。
在挪威有基督教民主黨，在瑞典有基督教民主黨。
在德國，則有基督教民主联盟和拜恩基督教社会联盟（基民盟/基社盟），為德國最大的基督教民主主義及保守主義的中間偏右政黨。
自2005年起，在奧地利、比利時、法國、愛爾蘭、盧森堡、荷蘭、波蘭、匈牙利、斯洛伐克、斯洛文尼亚和瑞典也都有基督教民主主義的中間偏右政治勢力。英國的保守黨也包括基督教民主主義派系。

### 拉丁美洲
基督教民主主義以在智利的智利基督教民主党特別重要，基督教民主党為主要的智利中間偏左政黨，並與世俗及社會主義傾向的社會黨結盟。
在墨西哥也有墨西哥國家行動黨，現為最大的反對黨。

### 亞洲
在菲律賓，天主教會所發揮的影響力非常明顯，在馬可斯下台後，選出了兩名基督教民主黨的總統（新教的拉莫斯，和天主教的阿罗约）。菲律賓的基督教民主主義者總是專注於經濟的成長和發展上，與美國相當親近，致力於增加工作機會，並且在行政和立法部門間緊密合作。基督教民主黨最知名的行動是希望藉著憲法修正案將总统制改為議會制形式的政府，並且與伊斯蘭教的分離主義者和菲律賓共產黨的叛軍展開和平對談，即使最後沒有付緒實行。

## 代表人物

### 歐洲
- 良十三世，天主教教宗。
- 庇护十一世，天主教教宗。
- 若望保祿二世，天主教教宗
- 康拉德·阿登纳，二戰後西德第一位總理，提出社會市場經濟
- 阿爾契德·加斯貝利，義大利總理（1945－1953年）。
- 赫尔穆特·科尔，西德總理，和統一後的德國總理（1982－1998年在任）。
- 安格拉·默克爾，德國總理（2005年~2021）
- 奧班·維克多，匈牙利總理（2010年上任）
- 福蘭茲·施特勞斯，德國巴伐利亚州長。
- 大衛·阿爾頓，英國上議院議員，前任自由黨首席黨鞭，英國基督教民主運動的發起人。
- 朱利奥·安德烈奥蒂，前任意大利总理 (1972–1973, 1976–1979, 1989–1992)
- 尤柳·马纽，前任罗马尼亚总理
- 耶日·布澤克，前任歐洲議會議長 (2009–2012)
- 德瑞克·恩萊特（英语：Derek Enright），前任英國下議院議員，工黨籍政治人物，英國基督教民主運動的發起人。
- 埃蒙·德·瓦莱拉，爱尔兰總理（1932－1948年、1951－1954年在任）及爱尔兰總統，前爱尔兰共和党領袖，1937年起草愛爾蘭憲法，當中憲法內容受天主教會影響
- 埃迪·芬内克·阿达米，第七任馬耳他總統，前馬耳他總理，馬耳他國民黨前領袖
- 亞伯拉罕·凱柏，前任荷蘭首相，荷蘭反革命黨創黨人，新教新加爾文主義運動發起人。
- 喬吉奧·拉·皮拉（英语：Giorgio La Pira），意大利政治人物，屬於天主教民主党左派。
- 吕德·吕贝尔斯，前任荷蘭首相及前任聯合國難民署高級專員
- 肯·哈格里夫斯（英语：Ken Hargreaves），英國政治人物，英國基督教民主運動的發起人。
- 维尔弗里德·马尔滕斯，前任比利時首相，前任歐洲人民黨主席。
- 謝爾·馬格納·邦德維克，前任挪威首相。
- 薩比爾·阿扎魯茲（英语：Xabier Arzalluz），前任西班牙巴斯克民族主义党主席，擔任主席一職20年之久。
- 卡羅爾·波皮爾（英语：Karol Popiel），波蘭政治家及作家，曾任波蘭流亡政府司法部長及公共行政重建部長。
- 路易吉·斯圖爾佐，意大利政治家及天主教會神父，意大利人民黨創辦人。
- 阿尔多·莫罗，第38任義大利總理，被紅色旅殺害。
- 鲍里斯·特拉伊科夫斯基，第二任馬其頓總統。
- 马里亚诺·拉霍伊，前任西班牙首相
- 赫尔曼·范龙佩，第一位常任欧洲理事会主席
- 罗贝尔·舒曼，前任法國總理兼外交部長，人民共和運動前領袖，欧洲联盟的其中一位創始人。
- 沃尔夫冈·许塞尔，前奥地利总理
- 阿多內·佐利，前義大利總理
- 莱赫·瓦文萨，第2任波蘭總統，1983年諾貝爾和平獎得主，團結工聯共同創始人。
- 路德維希·溫特霍斯特，德國中央黨領袖
- 約瑟夫·戈雷斯，德國作家及新聞記者，「天主教政治運動」思想的共同創始人。
- 让-克洛德·容克，第23任盧森堡首相，前任歐元集團主席，前任欧盟委员会主席
- 弗拉丹·巴基奇（英语：Vladan Batić），塞爾維亞前任司法部長。
- 达利娅·格里包斯凯特，第五任立陶宛總統。

### 美洲
- 比森特·福克斯·克萨达，墨西哥前總統（2000－2006）
- 费利佩·卡尔德龙，墨西哥前總統(2006－2012)
- 华金·巴拉格尔，前任多明尼加總統
- 何塞·纳波莱昂·杜阿尔特，前任萨尔瓦多总统，為在薩爾瓦多內戰期間透過民主選舉選出的總統。
- 拉斐尔·卡尔德拉·罗德里格斯，兩任委內瑞拉總統，作家，委內瑞拉基督教社會黨（英语：Copei）及國家融合黨（英语：National Convergence (Venezuela)）創辦人。
- 何塞·瑪麗亞·埃梅爾（英语：José Maria Eymael），巴西政治家、律師、商人。基督教社会民主党創辦人。
- 愛德華多·弗雷·蒙塔爾瓦，第28任智利總統。
- 帕特里西奧·艾爾溫，第31任智利總統，為智利結束奥古斯托·皮诺切特獨裁政體回歸民主後首位總統。
- 爱德华多·弗雷·鲁伊斯-塔格莱，第32任智利總統

### 亞洲
- 拉莫斯，菲律賓總統（1992－1998年在任）。
- 拉烏·曼格拉普斯
- 魯弗斯·羅德里奎（英语：Rufus Rodriguez）
- 皮埃爾·杰馬耶爾（英语：Pierre Gemayel）

## 外部連結
- New Advent天主教百科裡基督教民主主義的條目 （页面存档备份，存于）
- 西歐的基督教民主主義: 1820-1953 由Michael Fogarty （页面存档备份，存于）
- American Solidarity Party （页面存档备份，存于） — Christian democratic party in the United States
- Christian Democracy Magazine （页面存档备份，存于） — Online magazine exploring policy solutions in line with Catholic Social Teaching
- New Advent Catholic Encyclopedia （页面存档备份，存于） — an article on Christian Democracy
- Christian Democracy in Western Europe: 1820–1953 （页面存档备份，存于） — a book by Michael Fogarty
- 'Conservativism and Christian Democracy' — an essay by former (1992–2015) UK Conservative MP David Willetts
- 'Blue Labour + Red Tory = Christian Democracy?' — an article by Nicholas Townsend, April 2015
- The Commoner — a Christian Democratic blog